# بنیتو آرچندیا
بنیتو آرچندیا داور مکزیکی می‌باشد او تا کنون در رقابت‌های جام جهانی ۲۰۰۶ و جام جهانی ۲۰۱۰ حضور داشته‌است.

## جام جهانی ۲۰۰۶
- برزیل با کرواسی
- فرانسه با کره جنوبی
- جمهوری چک با ایتالیا
- سوییس با اوکراین
- آلمان با ایتالیا

## جام جهانی ۲۰۱۰
- ایتالیا با پاراگوئه
- پرتغال با برزیل
- آلمان با اروگوئه